# صموئيل جي. درو
صموئيل جي. درو هو محامي وقاضي وسياسي أمريكي، ولد في 22 أبريل 1863 في تيبتون ‏ في المملكة المتحدة، وتوفي في 22 يناير 1926. نشط حزبياً في الحزب الجمهوري. وقد انتخب عضو مجلس نواب إلينوي ‏.